# A Wind Named Amnesia (película)
A Wind Named Amnesia (風の名はアムネジア Kaze no Na wa Amnesia?, lit: Un viento llamado amnesia), conocida en español como A Wind Named Amnesia, Un viento llamado Amnesia o El viento de amnesia, es una película de anime estrenada en diciembre de 1990, dirigida por Kazuo Yamazaki. La obra es una adaptación de la novela homónima de Hideyuki Kikuchi publicada en 1983 por Asahi Sonorama.

## Argumento
En un postapocalíptico año 1999 un joven llamado Wataru llega a las ruinas de San Francisco donde un vehículo policial robótico fuera de control intenta asesinarlo, por lo que lo enfrenta e incapacita. Tras esto, se encuentra con una misteriosa muchacha llamada Sofía, quién le explica que el robot era El Guardián, un vehículo antidisturbios, cuyo piloto olvidó cómo salir de la cabina y murió encerrado, pero el robot siguió patrullando en modo automático buscando infractores. Sofía se niega a explicar por qué conserva su memoria, pero Wataru le cuenta lo que sabe sobre la catástrofe. 
En 1997 la civilización humana se encontraba en su apogeo cuando un inexplicable evento se manifestó como una poderosa ráfaga de viento que recorrió todo el planeta y borró la memoria de los humanos quitándoles sus recuerdos, inteligencia y capacidad de razonar, reduciéndolos a meros animales salvajes. Wataru era un residente de Montana que al perder sus recuerdos llegó a los restos de una base militar donde atestiguó como un poderoso psíquico que fue usado para experimentos intentaba asesinar a un niño inválido llamado Johnny, pero gracias a que Wataru lo distrajo, el niño pudo matarlo. Johnny había sido objeto de experimentos y parte de su cerebro fue reemplazado con una computadora, por lo que el viento no afectó los respaldos digitales de sus recuerdos. Posteriormente el niño lo llevó a un laboratorio y con sus equipos logró restaurar su inteligencia y darle la madurez de un niño pequeño, nombrándolo Wataru (en japonés, El viajero), enseñándole a hablar, escribir, pelear y todas las habilidades necesarias para sobrevivir en el mundo. Con el paso de los meses, la salud de Johnny decayó y se hizo evidente que le quedaba poco tiempo; antes de morir encargó a Wataru que iniciara un viaje para ayudar a las personas; por ello, desde la muerte de su amigo, ha estado viajando por el mundo.
Sofía le dice a Wataru que El Guardián ahora lo considera su blanco prioritario y comenzará a cazarlo, así deciden salir de la ciudad y viajar juntos. Cuando llegan a Los Ángeles, encuentran a sus habitantes intentando secuestrar a una mujer llamada Sue, que es defendida por Little John, un enorme hombre. Sofía, que posee la capacidad de entenderlos, explica a Wataru que Sue fue elegida como sacrificio para su dios, pero Little John, la protegió ya que siente que hay una justicia que está por encima de los anhelos primitivos. Los cuatro pasan el día siguiente divirtiéndose, pero al caer la noche descubren que Sue se ha marchado y Little John ha ido tras ella. Sofía encuentra una foto previa a la llegada del viento donde se ve que Little John era el jefe de policía y Sue su novia; la mujer ha decidido regresar para evitar que otra tome su lugar. En el lugar del sacrificio Wataru y Sofía ven que el dios es una gigantesca grúa de demolición robotizada que uno de los habitantes ha aprendido a manejar y utiliza para gobernar por medio del miedo. Los tres enfrentan y acaban con la máquina y su operario, pero Sue muere en el fuego cruzado. Al comprender que Little John no irá con ellos, Wataru le enseña a utilizar armas de fuego y herramientas antes de despedirse y encomendarle proteger a la comunidad como lo hizo con Sue.
Mientras viajan, Sofía propone a Wataru una apuesta donde se jugarán el destino de la humanidad: si nadie que conozcan durante su viaje se les une, ganará Sofía, pero si al menos una persona decide acompañarlos Wataru será el ganador. En la carretera son emboscados por El Guardián, que ha utilizado partes de tanques y armamento pesado para refaccionarse y los persigue hasta que caen por un precipicio. 
Wataru despierta en un hospital atendido por gente que no parece haber sido afectada por el viento y Sofía le explica que están en Eternal Town, una ciudad diseñada con tecnología de punta para ofrecer la máxima comodidad a sus habitantes. Pronto Wataru descubre que los únicos habitantes son un anciano llamado Simpson y una muchacha llamada Lisa, pero constantemente cambian de personalidad y rol en la ciudad, actuando a veces como trabajadores, autoridades, doctores, amantes o estudiantes. Tras investigar, descubren que la supercomputadora que administra la ciudad asesinó a todos los habitantes ya que al verlos actuar como salvajes los confundió con invasores, pero como considera que la ciudad sólo cumple su propósito al estar habitada, tomó a los únicos dos sobrevivientes, les lavó el cerebro y les integró personalidades de muchos personajes, intentando ahora que Wataru y Sofía se queden para aumentar su población, pero estos se rebelan y exigen hablar con las verdaderas personalidades de Simpson y Lisa para conocer sus deseos. Después de explicarles la situación, Lisa decide acompañarlos, pero el hombre no tiene el valor de abandonar la ciudad; sin embargo, mientras se marchan ella recuerda que Simpson es su padre y decide volver. Aunque Wataru lamenta no haber convencido a la muchacha, Sofía le hace ver que ha decidido por sí misma, lo que en sí es un gran avance.
La pareja llega a las ruinas de Las Vegas, donde Sofía confiesa que pertenece a una especie de otro mundo que ha vigilado la Tierra desde que la vida se manifestó. Según explica, decidieron enviar el viento por dos razones; la primera es que los humanos son una especie violenta y temían que al dominar los viajes espaciales serían un peligro potencial para ellos; la segunda es que comprendían que los humanos en el fondo deseaban la paz y prefirieron borrar sus recuerdos en lugar de exterminarlos para darles la oportunidad de comenzar desde cero. Aunque esta revelación impresiona enormemente a Wataru, las enseñanzas de Johnny lo ayudan a sobreponerse y con el tiempo entiende cuán importante se ha vuelto Sofía para él. Un día, tras llegar a Nueva York, ambos comprenden que se han enamorado; sin embargo, nuevamente son atacados por El Guardián, que los ha perseguido incansablemente durante su viaje. Wataru siente que esta máquina se ha convertido en la personificación de los pecados de la humanidad, por lo que decide enfrentarlo solo y tras una larga persecución logra destruirlo definitivamente.
Sofía señala que aunque nadie se ha unido a Wataru, él ganó de la apuesta ya que ha logrado influenciar a la gente y ha aprendido mucho en su viaje. Esa noche ambos hacen el amor y a la mañana siguiente una gigantesca nave esférica se estaciona sobre la ciudad para recoger a Sofía; esta le dice que aún es una incertidumbre si algún día le devolverán sus recuerdos a los humanos, pero ella testificará sobre lo que vivió junto a él, posteriormente se despide encomendándole no abandonar su misión, por lo que Wataru continúa su viaje dispuesto a dedicarle toda su vida.

## Voces
- Kazuki Yao como Wataru
- Keiko Toda como Sofía
- Kappei Yamaguchi como Johnny
- Yûko Mita como Sue
- Daisuke Gôri como	Little John
- Noriko Hidaka como Lisa
- Osamu Saka como Simpson

## Banda sonora
La banda Sonora es una lista compuesta por 9 canciones publicado en formato CD el 21 de diciembre de 1990 por Warner-Pioneer Corporation.
| Track | Nombre                                | Traducción                             | Compositores       | Arreglos           | Duración |
| ----- | ------------------------------------- | -------------------------------------- | ------------------ | ------------------ | -------- |
| 01    | ワタルのテーマ                        | Canción de Wataru                      | KAZZ TOYAMA        | KAZZ TOYAMA        | 2:46     |
| 02    | 回想(ワタルのテーマ2)                 | Recuerdo                               | KAZZ TOYAMA        | KAZZ TOYAMA        | 4:16     |
| 03    | The Rite (スーの危機)                 | El rito (La crisis de Sue)             | Toshinobu Takimoto | Toshinobu Takimoto | 3:49     |
| 04    | True Love                             | Amor verdadero                         | Takashi Tsushimi   | KAZZ TOYAMA        | 4:23     |
| 05    | ソフィアのテーマ (アリア)             | Tema de Sophia (Aria)                  | J.S. Bach          | KAZZ TOYAMA        | 2:44     |
| 06    | ガーディアン                          | El Guardián                            | KAZZ TOYAMA        | KAZZ TOYAMA        | 2:51     |
| 07    | エターナル・タウン (リサとシンプソン) | Ciudad Eterna (tema de Simpson y Lisa) | KAZZ TOYAMA        | KAZZ TOYAMA        | 3:44     |
| 08    | 別離 (ジョニー)                       | Separación (tema de Johnny)            | KAZZ TOYAMA        | KAZZ TOYAMA        | 3:12     |
| 09    | True Love (主題歌)                    | Amor verdadero (instrumental)          | Takashi Tsushimi   | Motoki Funayama    | 4:39     |

## Recepción
La película recibió buenas críticas de THEM Anime Reviews, Anime News Network,  y Bambú Dong . Se la considera ya un clásico de la animación japonesa. La novela original también ha recibido elogios.